# Neilton
Neilton – jednostka osadnicza w Stanach Zjednoczonych, w stanie Waszyngton, w hrabstwie Grays Harbor.